# Nico Rienks
Nicolaas (Nico) Hessel Rienks  (ur. 1 lutego 1962 w Tiel) – holenderski wioślarz. Trzykrotny medalista olimpijski.
Pierwsze złoto wywalczył w 1988 w Seulu, płynąc w dwójkach podwójnych wspólnie z Ronaldem Florijnem. Cztery lata później, z nowym partnerem Henkiem-Janem Zwolle w tej samej konkurencji zajął trzecie miejsce. Rok wcześniej zdobyli tytuł mistrzów świata. W Atlancie, tak jak Florijn i Zwolle, należał do osady zwycięskiej ósemki.
Jego żoną jest Harriet van Ettekoven, wioślarka, medalistka olimpijska z 1984.